# Filoteusz Kokkin
Filoteusz Kokkin lub Kokkinos (ur. ok. 1300 w Tesalonice, zm. 1379 w Konstantynopolu) – patriarcha Konstantynopola od listopada 1353 do 1354 oraz od 1364 do 1376.

## Życiorys
Filoteusz urodził się około 1300 r. w Tesalonice. Kształcił się pod kierunkiem filologa i retora Tomasza Magistra. Po ukończeniu nauki wstąpił do klasztoru na górze Synaj. Od 1339 r. przebywał w Wielkiej Ławrze na górze Atos. W 1340 r. wystąpił w obronie hezychazmu i nauki Grzegorza Palamasa. W 1347 r. został metropolitą Heraklei, a w 1354 r. cesarz Jan VI Kantakuzen wyznaczył go na stanowisko patriarchy Konstantynopola, w miejsce usuniętego Kaliksta I. Po abdykacji Jana VI Kantakuzena w 1354 r. Filoteusz został zmuszony do rezygnacji, a następnie uwięziony pod zarzutem zdrady stanu względem dynastii Paleologów. Uwolniony z więzienia w 1355 r. powrócił na stolicę w Heraklei. Zrehabilitowany przez Demetriusza Kydonesa, w 1364 r. ponownie objął urząd patriarchy. Przeciwstawiał się unii kościelnej z Rzymem, której zwolennikiem był cesarz Jan V Paleolog. Popierał hezychazm. W 1368 r. kanonizował Grzegorza Palamasa i potępił jego przeciwnika Prochora Kydonesa (brata Demetriusza). W 1371 r. przywrócił metropolię halicką. W obliczu zagrożenia tureckiego wzywał władców prawosławnych (Bułgarii, Serbii, Rusi) do zawarcia przymierza antytureckiego. W 1376 r. zrezygnował ze stolicy patriarszej. Kościół prawosławny czci go jako obrońcę prawosławia w tzw. niedzielę prawosławia (I niedziela Wielkiego Postu).

## Pisma
W spuściźnie Filoteusza przeważają pisma polemiczno-dogmatyczne w obronie palamizmu. Napisał 15 Argumentów przeciwnych  (Antirretikój, wyd. w Tomos Agapes, Jassy, 1698; PG 151, 773–1186) stanowiące polemikę dogmatyczną z poglądami religijnymi historyka Nicefora Gregorasa. 12 diatryb powstało w okresie późniejszym z namowy Jana Kantakuzena. Filoteusz dowodził w tym dziele, że prawdziwa teologia nie potrzebuje dialektyki Arystotelesa, lecz wierności nauce Ojców Kościoła. Napisał również czternaście Rozdziałów (Kephalajaj) poświęconych zwalczaniu herezji Barlaama i Akyndyna. Oprócz tego napisał Żywot Palamasa (Bios), w którym zastosował doktrynę palamicką do ortodoksyjnej hagiografii. Pozostawił po sobie wiele pism homiletycznych, liturgicznych i poematów kościelno-liturgicznych. Pod redakcją Filoteusza powstał w 1339 r. Tomos (Tómos hagiorejtikós) broniący nauki Palamasa, którym posłużono się na synodzie w 1341 r., dla określenia ortodoksji Kościoła bizantyńskiego. Przygotowywał też tomos synodu z 1351 r. (wspólnie z Nilem Kabazylasem) i synodu z 1368 potępiającego Prochora Kydonesa.